# Nonne (Fels)

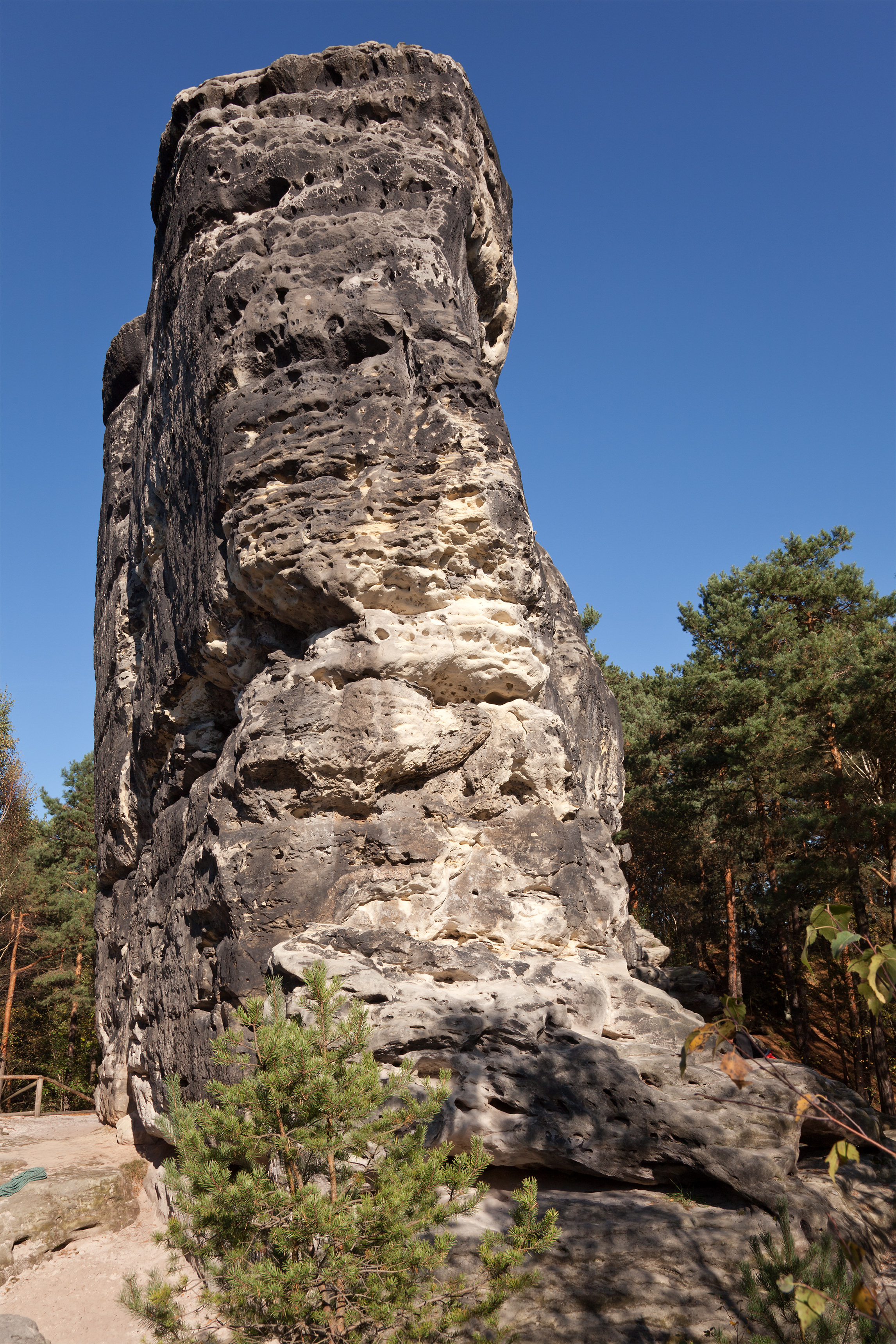
Nonne

Die Nonne (auch Nonnenstein) ist ein etwa 18 m hoher, einzeln stehender Sandsteinfelsen und Klettergipfel in der Sächsischen Schweiz. Der Fels befindet sich südöstlich von Rathen, östlich der Felskette des Rauensteins.
Im Mittelalter wurde der Fels im 15. Jahrhundert, ähnlich wie die auf der anderen Elbseite gegenüber befindliche Felsenburg Neurathen, als Burgwarte benutzt. Dazu wurde der unterhalb des Gipfelplateaus befindliche Felsspalt zu einer künstlichen, als Wachstube genutzten Höhle erweitert. Auf der Ostseite befinden sich weitere Schlägelspuren. Außerdem wurde ein künstlicher, etwa 35 m langer Erdwall angelegt. Archäologische Untersuchungen im Jahr 1963 förderten Keramikreste, den Spinnwirtel einer Handspindel sowie eine Herdstelle und Holzkohlenreste zutage.

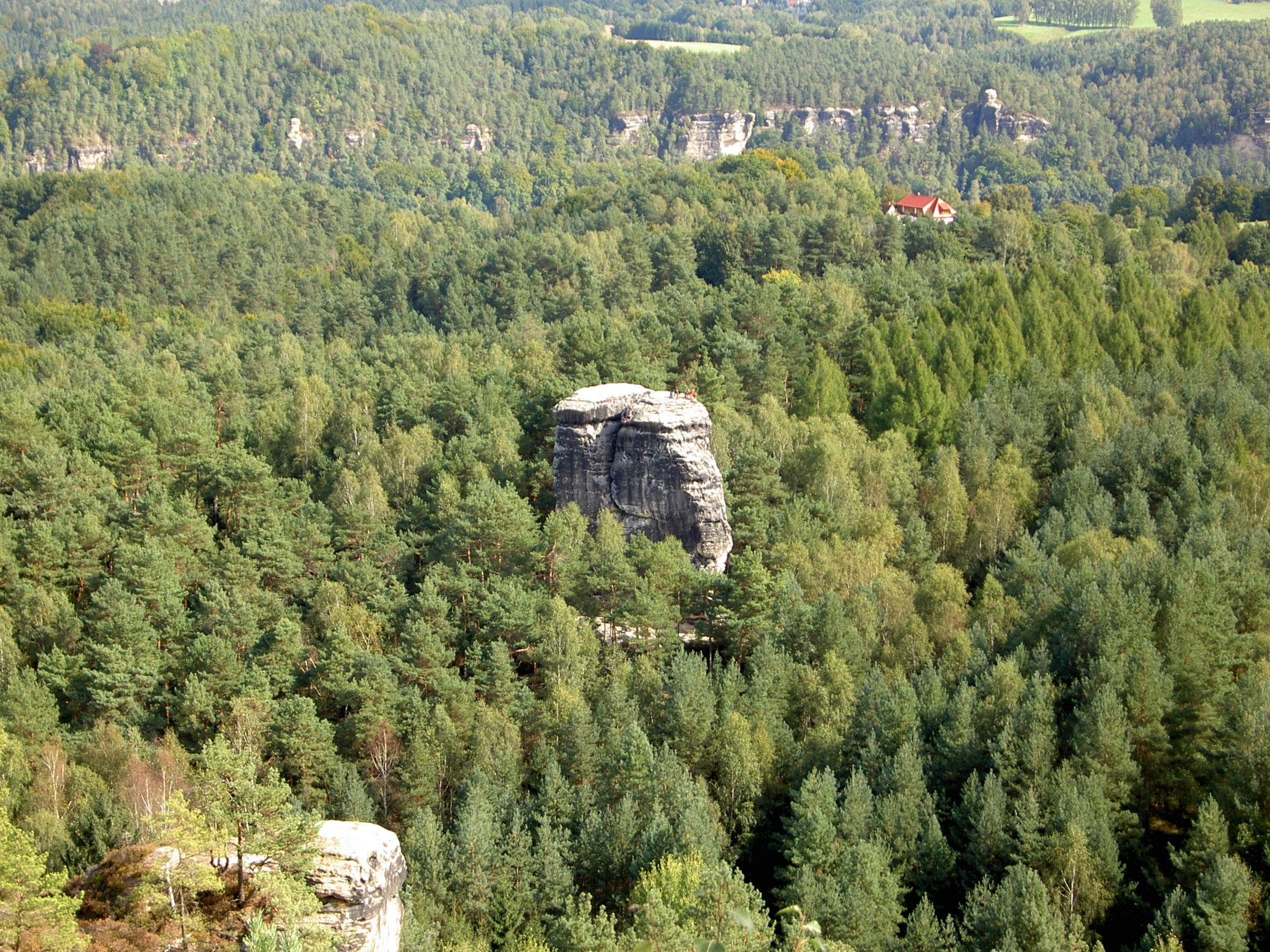
Nonne (Blick vom Rauenstein)

Am 1. Juli 1888 wurde die Nonne das erste Mal sportlich einwandfrei von A. Matthäi, T. Lierke, H. Fischer und H. Kurze ohne Leitern bestiegen. Zuvor war der Felsen auch nach dem Ende der Burgwarte immer wieder unter Verwendung von Leitern erstiegen worden. Der Alte Weg (II nach der Sächsischen Schwierigkeitsskala) ist seither ein beliebter Kletterweg vor allem für Anfänger. Damit verbunden sind allerdings Erosionsschäden an den umliegenden, als Zustieg zur Nonne genutzten Waldflächen und Hängen.

## Nachweise
1. ↑  Dietrich Hasse; Heinz Lothar Stutte: Felsenheimat Elbsandsteingebirge Sächsisch-Böhmische Schweiz. Erlebnis einer Landschaft und ihre künstlerische Darstellung. Ein Jahrhundert Sächsisches Bergsteigen. Wolfratshausen/Obb. 1979, S. 138, ISBN 3-922066-00-3

Koordinaten: 50° 57′ N, 14° 4′ O